# دنيس جاي هاتشينسون
دنيس جاي هاتشينسون (بالإنجليزية: Dennis J. Hutchinson)‏ هو عالم قانوني أمريكي، ولد في 1946.